# Финале АБА лиге 2022.
Финале АБА лиге 2022. је било 21. финале овог такмичења за сезону 2021/22, и игра се између Црвене звезде и Партизана. Финална серија се игра на 3 добијене утакмице, од којих је прва играна 27. маја, а последња пета утакмица је одржана у понедељак 6. јуна од 20:00 у дворани Александар Николић.
Победник финала је играо наредне сезоне у Евролиге, а поражени и полуфиналисти у УЛЕБ Еврокупу. Партизан игра своје прво финале од 2013. године и сезоне 2012/13.
Црвена звезда је освојила своју шесту титулу у овом такмичењу. За MVP-ја финала је проглашен Огњен Добрић.

## Резултати утакмица
| 27. 5. 2022. 20:00 | Извештај | Црвена звезда МТС                                                                            | 90 : 76 | Партизан НИС                               | Хала Пионир, Београд Гледаоци: 6.886 Судије: Саша Пукл, Урош Обркнежевић, Јосип Радојковић |  |
| 27. 5. 2022. 20:00 | Извештај | Четвртине: 19:23, 23:16, 24:19, 24:18                                                        |         |                                            | Хала Пионир, Београд Гледаоци: 6.886 Судије: Саша Пукл, Урош Обркнежевић, Јосип Радојковић |  |
| 27. 5. 2022. 20:00 | Извештај | Поени: Ивановић 18 Скокови: Давидовац 5 Асистенције: Ивановић, Калинић 5 Индекс: Ивановић 18 |         | Пантер 15 Лесор 6 Аврамовић 4 Аврамовић 15 | Хала Пионир, Београд Гледаоци: 6.886 Судије: Саша Пукл, Урош Обркнежевић, Јосип Радојковић |  |
| 27. 5. 2022. 20:00 | Извештај | 1 : 0                                                                                        |         |                                            | Хала Пионир, Београд Гледаоци: 6.886 Судије: Саша Пукл, Урош Обркнежевић, Јосип Радојковић |  |

| 29. 5. 2022. 20:00 | Извештај | Црвена звезда МТС                                                               | 85 : 81 | Партизан НИС                                         | Хала Пионир, Београд Гледаоци: 7.238 Судије: Илија Белошевић, Игор Драгојевић, Марио Мајкић |  |
| 29. 5. 2022. 20:00 | Извештај | Четвртине: 29:18, 18:22, 15:13, 23:28                                           |         |                                                      | Хала Пионир, Београд Гледаоци: 7.238 Судије: Илија Белошевић, Игор Драгојевић, Марио Мајкић |  |
| 29. 5. 2022. 20:00 | Извештај | Поени: Калинић 25 Скокови: Митровић 6 Асистенције: Волтерс 8 Индекс: Калинић 29 |         | Аврамовић 21 Ледеј, Лесор 7 четири играча 3 Лесор 28 | Хала Пионир, Београд Гледаоци: 7.238 Судије: Илија Белошевић, Игор Драгојевић, Марио Мајкић |  |
| 29. 5. 2022. 20:00 | Извештај | 2 : 0                                                                           |         |                                                      | Хала Пионир, Београд Гледаоци: 7.238 Судије: Илија Белошевић, Игор Драгојевић, Марио Мајкић |  |

| 1. 6. 2022. 20:30 | Извештај | Партизан НИС                                                               | 70 : 67 | Црвена звезда МТС                                 | Хала Пионир, Београд Гледаоци: 7.226 Судије: Матеј Болтаузер, Урош Николић, Милан Недовић |  |
| 1. 6. 2022. 20:30 | Извештај | Четвртине: 21:17, 18:14, 8:23, 23:13                                       |         |                                                   | Хала Пионир, Београд Гледаоци: 7.226 Судије: Матеј Болтаузер, Урош Николић, Милан Недовић |  |
| 1. 6. 2022. 20:30 | Извештај | Поени: Пантер 22 Скокови: Пантер 5 Асистенције: Пантер 6 Индекс: Пантер 34 |         | Добрић 20 Кузмић, Митровић 5 Марковић 5 Добрић 21 | Хала Пионир, Београд Гледаоци: 7.226 Судије: Матеј Болтаузер, Урош Николић, Милан Недовић |  |
| 1. 6. 2022. 20:30 | Извештај | 1 : 2                                                                      |         |                                                   | Хала Пионир, Београд Гледаоци: 7.226 Судије: Матеј Болтаузер, Урош Николић, Милан Недовић |  |

| 3. 6. 2022. 18:30 | Извештај | Партизан НИС | 112 : 84 | Црвена звезда МТС                                                    | Хала Пионир, Београд Гледаоци: 3.922 Судије: Дамир Јавор, Сашо Петек, Лука Кардум |  |
| 3. 6. 2022. 18:30 | Извештај | Четвртине: 35:27, 33:16, 20:20, 24:21                                                                           |          |                                                                      | Хала Пионир, Београд Гледаоци: 3.922 Судије: Дамир Јавор, Сашо Петек, Лука Кардум |  |
| 3. 6. 2022. 18:30 | Извештај | Поени: Алекса Аврамовић 24 Скокови: Матијас Лесор 5 Асистенције: Алекса Аврамовић 6 Индекс: Алекса Аврамовић 33 |          | Остин Холинс 19 Стефан Лазаревић 3 Никола Ивановић 6 Остин Холинс 18 | Хала Пионир, Београд Гледаоци: 3.922 Судије: Дамир Јавор, Сашо Петек, Лука Кардум |  |
| 3. 6. 2022. 18:30 | Извештај | 2:2 |          |                                                                      | Хала Пионир, Београд Гледаоци: 3.922 Судије: Дамир Јавор, Сашо Петек, Лука Кардум |  |

| 6. 6. 2022. 20:00 | Извештај | Црвена звезда МТС                                                                             | 80 : 77 | Партизан НИС                             | Хала Пионир, Београд Гледаоци: 5.634 Судије: Саша Пукл, Томислав Хордов, Милош Кољеншић |  |
| 6. 6. 2022. 20:00 | Извештај | Четвртине: 18:20, 15:17, 26:21, 21:19                                                         |         |                                          | Хала Пионир, Београд Гледаоци: 5.634 Судије: Саша Пукл, Томислав Хордов, Милош Кољеншић |  |
| 6. 6. 2022. 20:00 | Извештај | Поени: Давидовац 15 Скокови: Давидовац, Калинић 6 Асистенције: Волтерс 7 Индекс: Давидовац 20 |         | Пантер 27 Лесор 13 Аврамовић 4 Пантер 21 | Хала Пионир, Београд Гледаоци: 5.634 Судије: Саша Пукл, Томислав Хордов, Милош Кољеншић |  |
| 6. 6. 2022. 20:00 | Извештај | 3 : 2                                                                                         |         |                                          | Хала Пионир, Београд Гледаоци: 5.634 Судије: Саша Пукл, Томислав Хордов, Милош Кољеншић |  |

Пауза током полувремена је трајала дуже како би се испразнио део трибина услед инцидента на крају друге четвртине. У трећој четвртини, приликом резултата 39:39 су судије, као у трећој утакмици, напустиле терен и отишле у свлачионицу услед немира на трибинама. Кошаркаши обе екипе су такође ушли у свлачионице. Уследила је пауза током које је испражњена дворана, и након које је меч настављен.
У самој завршници, при резултату 75:75 Нејт Волтерс погађа кључну тројку за Звезду, и доводи је у вођство од 78:75. Утакмица је завршена пенал-серијом, и коначан резултат је био 80:77.